# Shikinami (destroyer, 1929)
Pour les autres navires du même nom, voir Shikinami (navire).
Le Shikinami (敷波) était un destroyer de classe Fubuki en service dans la Marine impériale japonaise pendant la Seconde Guerre mondiale.

## Historique
À sa mise en service, il rejoint avec ses sisters-ship Uranami, Ayanami et Isonami la 19e division de destroyers de la 2e flotte. À partir de 1937, durant la deuxième guerre sino-japonaise, le Shikinami couvre le débarquement des forces japonaises à Shanghai et à Hangzhou. À partir de 1940, il patrouille et couvre les débarquements des forces japonaises dans le sud de la Chine.
Au moment de l'attaque de Pearl Harbor, le Shikinami est affecté à la 19e division (3e escadron de destroyers) de la 1re flotte, où il est déployé depuis le district naval de Kure, escortant les troupes japonaises pour des opérations de débarquements pendant la bataille de Malaisie à la fin de 1941.
En janvier-février 1942, le Shikinami est affecté à l'escorte du porte-avions Ryūjō alors qu'il effectuait des frappes aériennes en mer de Java. Lors de la bataille du détroit de la Sonde le 1er mars, le Shikinami participe au naufrage du croiseur lourd américain USS Houston. Il escorte ensuite des convois de troupes de Saigon à Rangoon jusqu'à la fin du mois de mars. Les 13 et 22 avril, le destroyer accoste à Singapour et la à baie de Camranh avant de rejoindre la base de Kure pour un entretien.
Les 4 et 5 juin, il participe à la bataille de Midway au sein de la flotte principale de l'amiral Isoroku Yamamoto. Au cours de la bataille des Salomon orientales le 24 août, le Shikinami escorte le groupe de ravitaillement de la flotte jusqu'à Guadalcanal. Opérant à partir de Truk, le destroyer prend part à de nombreux « Tokyo Express » dans les îles Salomon en octobre et novembre.
Au cours de la deuxième bataille navale de Guadalcanal les 14 et 15 novembre 1942, le Shikinami est rattaché à une force de reconnaissance sous le commandement du Contre-amiral Shintarō Hashimoto opérant à partir du croiseur léger Sendai. Il survit à la bataille sans être endommagé, retournant à Kure à la fin de l'année.
En janvier 1943, le Shikinami escorte un convoi de troupes de Pusan à Palau et Wewak. En janvier-février, il patrouille au large de Truk et Rabaul. Le 25 février, le Shikinami est réaffecté dans la 8e flotte.
Pendant la bataille de la mer de Bismarck du 1er au 4 mars, le Shikinami escorte un convoi de troupes de Rabaul à Lae. Survivant à une attaque aérienne alliée le 3 mars qui coula son navire jumeaux Shirayuki, il secourt des survivants dont le Contre-amiral Masatomi Kimura (en). Après un bref retour à Kure en mars, le destroyer sert comme navire d'escorte et de transport dans les îles Salomon et en Nouvelle-Guinée jusqu'à la fin d'octobre 1943. À la fin d'octobre 1943, le Shikinami est remis en état à Singapour avant de reprendre ses missions d'escorte entre Singapour, Surabaya et Balikpapan pour le reste de l'année.
À la fin de janvier 1944, le Shikinami escorte les croiseurs Aoba, Ōi, Kinu et Kitakami vers les îles Andaman. Sur le chemin du retour, il remorqua le Kitakami torpillé par le HMS Templar jusqu'à Singapour. Durant un carénage d'un mois à Singapour (mi-mars à la mi-avril), des canons antiaériens supplémentaires sont installés. En mai-juin, il effectue de nombreuses missions d'escorte entre Singapour, les Philippines et Palau. Au cours d'une mission de transport de troupes à Biak en tant que vaisseau amiral de l'amiral Naomasa Sakonju, le Shikinami est mitraillé par des avions, provoquant l'explosion de ses charges de profondeur larguées juste avant l'attaque, tuant deux membres d'équipage et blessant quatre autres.
Le Shikinami continua ses missions d'escorte entre Singapour, Brunei et les Philippines de juin à août, sauvant les survivants du croiseur Ōi torpillé le 19 juillet.
Le 12 septembre, après avoir quitté Singapour avec un convoi à destination du Japon, le Shikinami est torpillé par le sous-marin USS Growler à 440 km au sud de Hong Kong, à la position 18° 16′ N, 114° 40′ E. Huit officiers et 120 hommes sont sauvés par le destroyer Mikura, mais son capitaine - le capitaine de corvette Takahashi - et le contre-amiral Sadamichi Kajioka sont tués dans l'attaque.
Le destroyer est rayé des listes de la marine le 10 octobre 1944.